# 22933 Mareverett
22933 Mareverett (1999 TZ141) là một tiểu hành tinh vành đai chính được phát hiện ngày 7 tháng 10 năm 1999 bởi nhóm nghiên cứu tiểu hành tinh gần Trái Đất phòng thí nghiệm Lincoln ở Socorro.